# Миона Марковић
Миона Марковић Алић (Београд, 2. јануар 1996) српска је глумица.

## Биографија
Рођена је 2. јануара 1996. године у Београду. Почела је да се бави глумом са 12 година. Ћерка је историчара Предрага Марковића, братаница сценаристкиње Милене Марковић и унука филмског сценаристе и продуцента Јована Марковића. Глуму је дипломирала на Факултету драмских уметности у Београду, у класи професора Драгана Петровића.
Године 2023. се удала за Давида Алића, позоришног редитеља.

## Улоге

### Позоришне представе
| Наслов                       | Улога                                                  | Редитељ            | Позориште                       | Премијера         |
| ---------------------------- | ------------------------------------------------------ | ------------------ | ------------------------------- | ----------------- |
| Цигани лете у небо           | Рада (од сезоне 2019/20)                               | Владимир Лазић     | Позориште на Теразијама         | 17. април 2004.   |
| Школа рокенрола              | Марија                                                 | Слободан Скерлић   | Позориште „Бошко Буха”          | 5. новембар 2011. |
| Љубав и мода                 | Драгана                                                | Александар Николић | Опера и театар Мадленијанум     | 27. април 2017.   |
| Снови Ксеније Петроградске   | Ксенија Петроградска                                   | Филип Гајић        | Дорћолско народно позориште     | 25. мај 2018.     |
| Ај Кармела                   |                                                        | Драган Петровић    |                                 | 2019.             |
| Немушти језик                | Букавац, змија, руга, гуска, жаба, птић, ветар, травка | Милан Караџић      | Позориште „Бошко Буха”          | 5. децембар 2019. |
| Путујуће позориште Шопаловић | Томанија                                               | Јагош Марковић     | Југословенско драмско позориште | 8. март 2020.     |
| Златни живот                 |                                                        | Давид Алић         | Дорћолско народно позориште     | 26. јун 2020.     |
| Деца                         |                                                        | Ирена Поповић      | Народно позориште у Београду    | 8. октобар 2022.  |
| Обраћање нацији              | Једна лепа девојка са ашовом                           | Бојан Ђорђев       | Атеље 212                       | 19. мај 2023.     |

### Филмографија
| Год.       | Назив                        | Улога                        | Напомена                |
| ---------- | ---------------------------- | ---------------------------- | ----------------------- |
| 2010-е     |                              |                              |                         |
| 2016.      | Слепи путник на броду лудака | трудница                     |                         |
| 2017.      | Провалник-љубавник           | Марина                       | кратки филм             |
| 2017.      | Драж                         | Ана Марија                   | кратки филм             |
| 2018.      | Јутро ће променити све       | Кристина                     | ТВ серија, 4 еп.        |
| 2018.      | Корени                       | Зора                         | ТВ серија, 8 еп.        |
| 2018.      |                              | Ана                          | кратки филм             |
| 2018—2021. | Жигосани у рекету            | Ана Марија                   | ТВ серија, главна улога |
| 2019.      | Краљ Петар Први              | принцеза Јелена Карађорђевић | ТВ серија, 1 еп.        |
| 2019.      | Бисер Бојане                 | Ема                          | ТВ серија, 8 еп.        |
| 2020-е     |                              |                              |                         |
| 2020.      | Мочвара                      | Маријана Перовић             | ТВ серија, 1 еп.        |
| 2021.      | Каљаве гуме                  | млада Весна                  | ТВ серија, 1 еп.        |
| 2021.      | Буч Кесиди: Еуфорија уживо   | плесачица                    |                         |
| 2021—      | Азбука нашег живота          | Марта                        | ТВ серија, 10 еп.       |
| 2022.      | Комедија на три спрата       | Дејана                       |                         |
| 2022.      | Корак назад                  | Токси                        | кратки филм             |
| 2022.      | Вера                         | Каћа                         |                         |
| 2023.      | Вера                         | Каћа                         | ТВ серија               |
| 2023.      | Муње: Опет!                  | Мила Сила                    |                         |
| 2024.      | Видеотека                    | Вања                         |                         |

### Спотови
- Ђускање не помаже — Буч Кесиди (2019)[22]
- Она ги воли да ги мацка — Стерео банана (2022)[23]